# Брандес, Карл Эдвард Коген
Карл Эдвард Коген (Кохен) Брандес (известный, как Эдвард Брандес) (дат. Edvard Brandes; 21 октября 1847, Копенгаген — 20 декабря 1931, там же) — датский политический, государственный и общественный деятель, писатель
, драматург, критик, переводчик, редактор, издатель. Министр финансов Дании (28 октября 1909 — 5 июля 1910 года и 21 июня 1913 — 30 марта 1920 года). Доктор восточной филологии.

## Биография
Родился в датской еврейской семье. Младший брат Георга Брандеса. В Копенгагенском университете изучал сравнительную филологию и стал специалистом персидского и санскритского языков. Однако прирожденный драматический талант побудил его посвятить свои силы литературе.
Первыми его произведениями были две драмы, переведенные с санскритского языка. За ними последовал ряд небольших оригинальных драм, а также статей по художественной критике.
С конца 1870-х годов в деятельности Э. Брандес произошел поворот: неожиданно он оставил литературную деятельность и активно занялся политической агитацией, сделавшись одним из лидеров датской партии — Радикальная Венстре. В 1880 году он был избран в фолькетинг от Рудкёбинга в качестве радикального демократа. С 1906 по 1927 год — член ландстинга Дании.
Будучи членом датского парламента, издавал политический журнал, который являлся одним из официальных органов крайней левой фракции фолькетинга.
Открыто проповедуемый им атеизм послужил поводом к скандалу в стенах парламента: когда Э. Брандес был избран в фолькетинг, президент поднял вопрос о том, можно ли приводить к присяге, согласно конституции, депутата, публично заявлявшего себя атеистом. Э. Брандес энергично протестовал против вмешательства парламента в религиозные убеждения депутатов, выразив, однако, готовность подчиниться общепринятым правилам. С избранием его в фолькетинг возобновилась и его литературная деятельность: выпущенная им в 1880 году характеристика датского театра и искусства (Dansk Skuespilkünst) имела огромный успех; успех не менее шумный выпал и на долю его серии очерков, посвящённых зарубежному театру и искусству (Fremmed Skuespilkünst, 1881).
Перу Э. Брандеса принадлежит большое число драм и комедий, отличающихся глубиной психологического анализа. Многие из его пьес ставились не только в датских театрах, но и заграницей.
Из них особенно известны: Gnygende Grund, 1882; Et Besög, 1882 (2 изд., 1884, нем. изд., 1889), En Forlovelse, 1884; Et Brud, 1885; Primadonna, 1901, и многие другие.
Э. Брандес некоторое время, в сотрудничестве с Бергом и Гьерупом, издавал ежедневную демократическую газету Morgenbladet. Затем принимал активное участие в изданиях сочинений своего брата, а с 1902 г. редактировал ежедневную газету Politiken.